# 佐渡賢一
佐渡 賢一（さど けんいち、1946年（昭和21年）9月4日 - ）は、日本の検察官。元証券取引等監視委員会委員長。元福岡高等検察庁検事長。元東京地検特捜部検事、同副部長。北海道出身。リクルート事件、光進事件、東京佐川急便事件などを捜査した。

## 来歴
1971年（昭和46年）検事任官。秋田地検検事正、東京地検次席検事、京都地検、大阪地検各検事正を経て、2005年（平成17年）札幌高検検事長に就任。
2006年（平成18年）福岡高検検事長に転じ、2007年（平成19年）に退官。同年より証券取引等監視委員会委員長を務める。
2016年 (平成28年) 退任。

## 略歴
- 1968年（昭和43年） 司法試験第二次試験合格
- 1969年（昭和44年）3月 早稲田大学法学部卒業
- 1969年（昭和44年）4月 司法修習生
- 1971年（昭和46年）4月5日 司法修習終了
- 1971年（昭和46年）4月6日 大阪地方検察庁検事
- 1972年（昭和47年）3月25日 函館地方検察庁検事
- 1975年（昭和50年）3月24日 横浜地方検察庁検事
- 1977年（昭和52年）3月25日 仙台地方検察庁検事併任仙台法務局訟務部付
- 1980年（昭和55年）3月25日 東京地方検察庁八王子支部検事
- 1982年（昭和57年）3月25日 東京地方検察庁検事
- 1984年（昭和59年）3月26日 宇都宮地方検察庁三席検事
- 1987年（昭和62年）3月27日 東京地方検察庁検事
- 1988年（昭和63年）-1992年（平成4年) 東京地検特捜部検事、同副部長
- 1993年（平成5年）4月1日 東京高等検察庁検事併任東京地方検察庁検事
- 1994年（平成6年）4月1日 東京地方検察庁検事併任解除
- 1997年（平成9年）4月3日 東京地方検察庁刑事部長
- 1998年（平成10年）6月10日 最高検察庁検事
- 1999年（平成11年）7月15日 秋田地方検察庁検事正併任仙台高等検察庁秋田支部長
- 2000年（平成12年）6月12日 最高検察庁検事
- 2001年（平成13年）4月3日 東京地方検察庁次席検事
- 2002年（平成14年）10月7日 京都地方検察庁検事正
- 2004年（平成16年）1月16日 大阪地方検察庁検事正
- 2005年（平成17年）4月1日 札幌高等検察庁検事長
- 2006年（平成18年）5月8日 福岡高等検察庁検事長
- 2007年（平成19年）7月10日 依願免本官して検察庁から退官
- 2007年（平成19年）7月20日 証券取引等監視委員会委員長
- 2016年 (平成28年) 9月 証券取引等監視委員長 退任
- 2017年（平成29年）4月29日 瑞宝重光章受章

## 関連事件
- リクルート事件 - 1988年6月、朝日新聞報道により発覚した事件。1984年ごろ、江副浩正リクルート社会長が有力政治家、官僚、通信業界有力者に子会社の未公開株を賄賂として譲渡したことで、贈賄・収賄関係者の逮捕、在宅起訴等。
- 東京佐川急便事件 - 1992年2月、暴力団稲川会が、国会議員の金丸信と東京佐川急便渡辺広康社長を通じて竹下登（のちに内閣総理大臣）と繋がりを持ち、東京佐川急便が稲川会の関連会社に巨額融資せざるを得なくなったうえ倒産した。特別背任容疑による東京佐川急便社長関係者の逮捕等。
- 金丸事件 - 1992年8月、朝日新聞報道により発覚。金丸信が処分された後、五十嵐紀男特捜部長以下の特殊直告担当副部長として、違法献金5億円の一部を受け取った議員らの政治資金規正法違反（寄付の量的制限違反や不記載）や所得税法違反（脱税）容疑で金丸や経世会所属の衆院議員約60人を捜査した。しかし全員が不起訴処分とされた[2]。この捜査には高橋武生検事も関わっており佐渡賢一の前任の証券取引委員会委員長となった。
- 光進事件 - 2001年、仕手筋集団「光進」社長の恐喝、業務上横領、脱税を起訴。恐喝されて迂回融資をした蛇の目ミシン社長は特別背任容疑に対する起訴はなく、民事裁判で株主への賠償義務が確定した。
- 東芝粉飾決算事件 - 3期9年にわたり証券取引等監視委員会委員長を務めていたが、 2016年、検察庁への告発に至らないまま退任[3]。同事件に関する告発は、時期委員長の長谷川充弘により行われた[4]。退任前の法務省大臣官房長は黒川弘務であった。